# Schneeverwehung

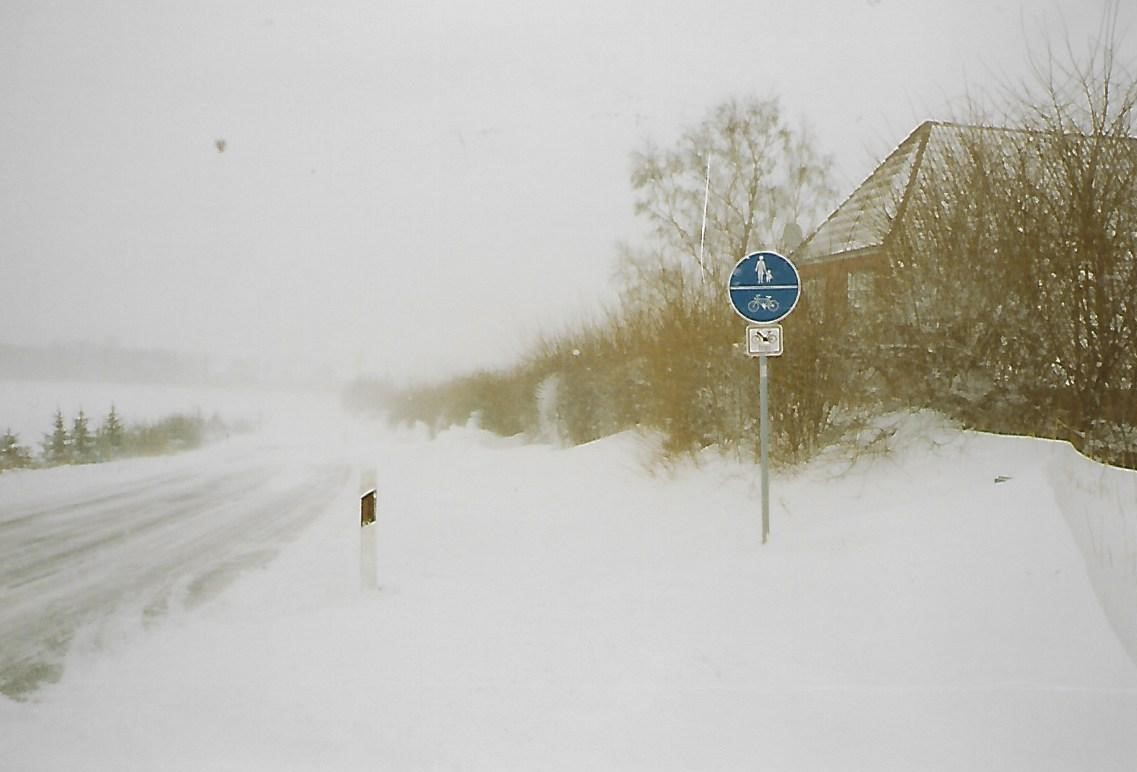
Schneeverwehung bei Behrensdorf (Ostsee)

Eine Schneeverwehung ist „vom Winde verwehter“ Schnee.

## Entstehung
Meist ist es Pulverschnee, da dieser leichter als feuchter Schnee ist und dadurch leichter verweht werden kann. Durch den Aufprall der Schneepartikel wird das Material einer Schneeverwehung verfestigt. Der zuerst lose Schnee nimmt dann eine starre Form an. Schneeverwehungen können überall auf weiten Flächen entstehen, aber auch in Ecken oder Mulden, wo neben Windverwirbelungen auch windstille Zonen entstehen und sich der Schnee leichter ablagert. Er kann sich dabei – als sogenannter Triebschnee – meterhoch auftürmen, während in der Umgebung fast kein Schnee liegenbleibt. Schneeverwehungen lassen sich nur sehr schwer vorhersagen, da ihre Entstehung von den lokalen Bedingungen abhängt. Polarstationen wie Neumayer III oder die Forschungsstation Insel Samoilow  werden deshalb auf (verstellbaren) Stelzen gebaut.

## Verkehrshindernis

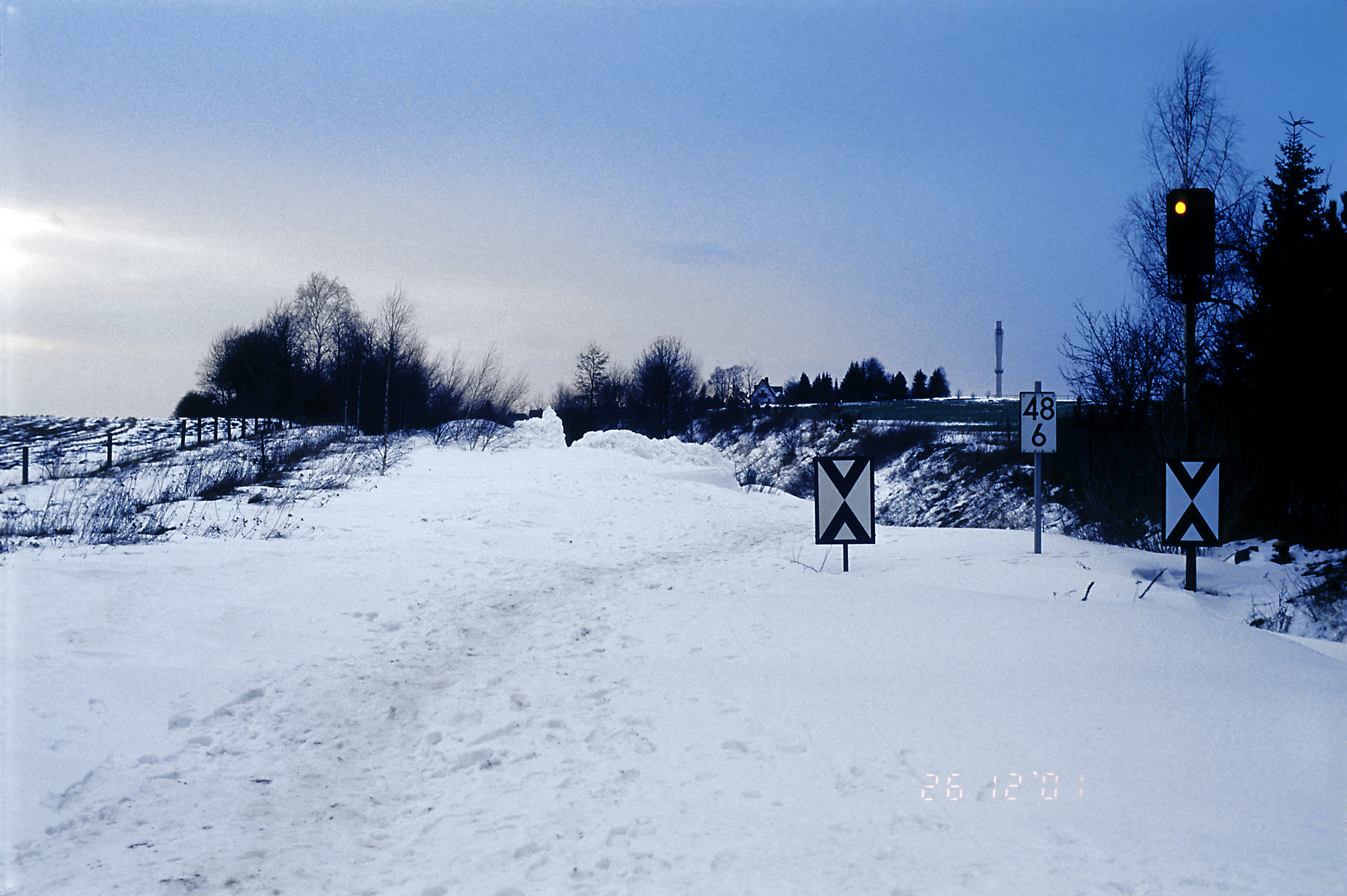
Schneeverwehung auf der Bahnstrecke Neukieritzsch–Chemnitz im Dezember 2001 bei Burgstädt, im Hintergrund aufgeschobener Schnee nach Abbruch eines Schneepflugeinsatzes

Unangenehm und gefährlich sind Schneeverwehungen auf Straßen und Gleisen. Man kann beim Heranfahren aus der Ferne nur schwer erkennen, dass eine Schneeverwehung vorliegt, oder wie hoch selbige ist. Fahrzeuge, die mit hoher Geschwindigkeit in massive Schneeverwehungen hineinfahren, können teilweise nur mit schwerem Gerät (Bergepanzer) wieder herausgezogen werden. Hohe Schneeverwehungen lassen sich nicht mit einem Schneepflug, sondern nur mit einer Schneefräse entfernen. Allerdings können Verwehungen bei gleich bleibendem Wetter in kürzester Zeit wieder neu entstehen. Auch kleine so genannte Schneezungen sind unangenehm zu durchfahren, da man meist nicht mit ihrem Auftreten rechnet und man so die Geschwindigkeit nicht rechtzeitig reduziert. Ein Schleudern kann dann leicht die Folge sein.

## Schneeschutz

Schneezaun in der Eifel

Die Gefahr von Schneeverwehungen lässt sich durch das Aufstellen von Lattenrosten (Schneegatter) und Kunststoffnetzen (Schneezaun) reduzieren. Diese verringern auf der Lee-Seite die Windgeschwindigkeit, so dass der Schnee neben dem Gatter oder dem Netz abgelagert wird. Das genaue Aufstellen dieser Schutzvorrichtungen erfordert allerdings Erfahrung, da kleine Winddrehungen sie wirkungslos machen oder die Verwehungen eventuell verstärken. Eine weitere Möglichkeit, Schneeverwehungen zu vermindern, ist die Schneeschutzbepflanzung: ein- oder mehrreihige, bis unten beastete Gehölzpflanzungen, die den vom Wind transportierten Schnee auffangen.

## Siehe auch

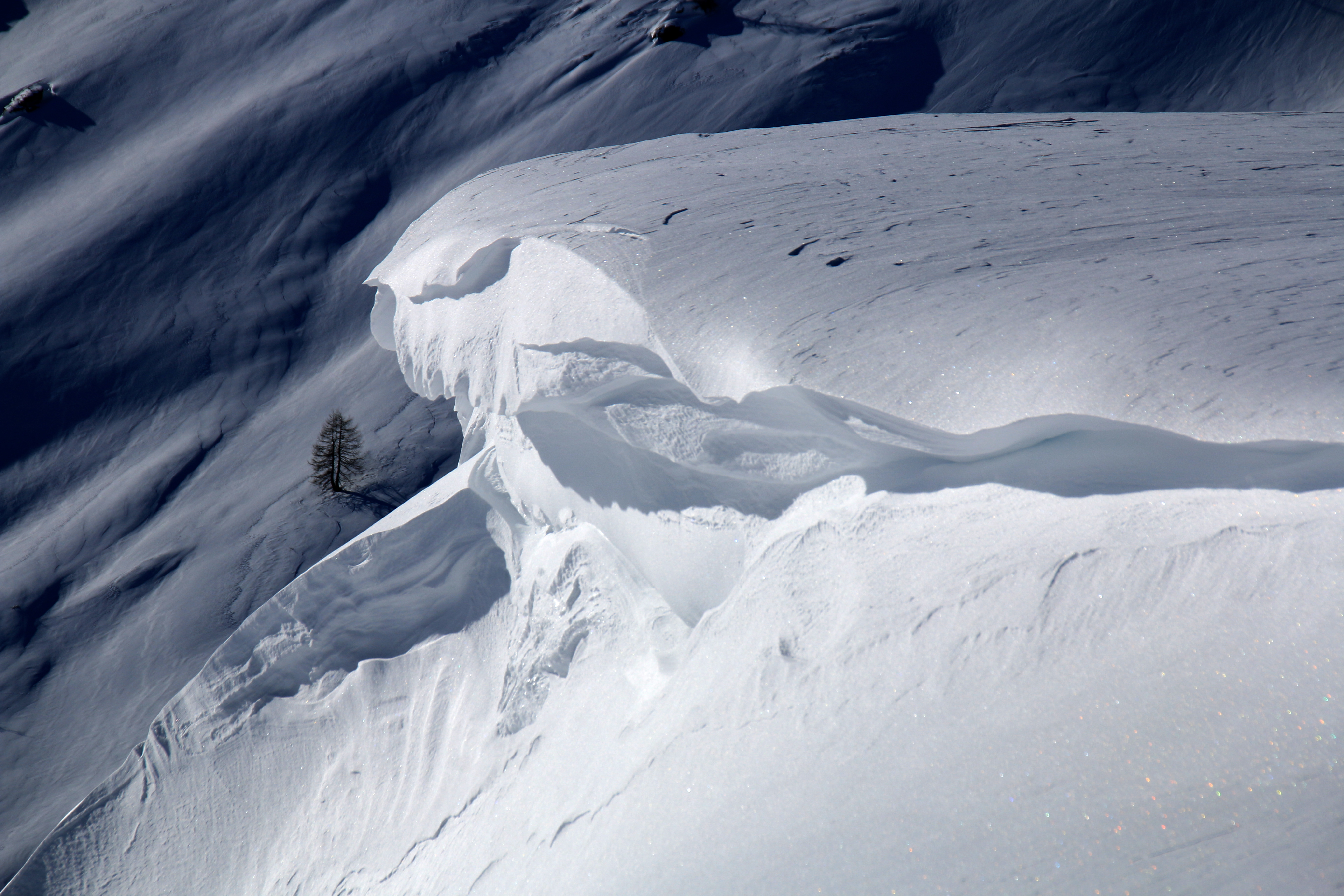
Wechte am Simplonpass